# Personnage III
Personnage III est une œuvre du sculpteur français Étienne Martin située à Paris, en France. Créée en 1967 et installée en 2000 dans les jardins des Tuileries, il s'agit d'une sculpture en bronze.

## Description
L'œuvre prend la forme d'un ensemble de trois sculpture de bronze ciselé et patiné. Chaque sculpture présente un personnage.

## Localisation
L'œuvre est installée au centre d'un parterre des jardins des Tuileries.

## Historique
Personnage III date de 1967. Initialement en bois, l'œuvre a été fondue en bronze pour son installation aux Tuileries.
L'œuvre est installée dans les jardins des Tuileries en 2000, en même temps qu'une douzaine d'autres œuvres d'art contemporain ; elle remplace une autre œuvre, le Bon Samaritain.

## Artiste
Étienne Martin (1913-1995) est un peintre et sculpteur français.